# Iceberg Slim
Robert Beck (nacido Robert Lee Maupin o Robert Moppins Jr.; 4 de agosto de 1918 - 30 de abril de 1992), más conocido como Iceberg Slim, fue un ex proxeneta afroamericano que luego se convirtió en escritor. Las novelas de Beck se adaptaron al cine.

## Primeros años de vida
Robert Maupin nació en Chicago, Illinois. Pasó su infancia en Milwaukee, Wisconsin, y Rockford, Illinois, hasta que regresó a Chicago. Cuando su madre fue abandonada por su padre, abrió un salón de belleza y trabajó como empleada doméstica para mantenerlos a ambos en Milwaukee. En su autobiografía, Maupin expresó su agradecimiento a su madre por no haberlo abandonado también. Ella ganó suficiente dinero trabajando en su salón para darle a su hijo los privilegios de una vida de clase media como una educación universitaria, algo que en ese momento era difícil alcanzar para la persona promedio, tanto negra como blanca.
Slim asistió a la Universidad de Tuskegee en Tuskegee, Alabama, pero después de haber pasado un tiempo en la "cultura de la calle", pronto comenzó a contrabandear whisky y, como resultado, fue expulsado. Después de su expulsión, su madre lo animó a que se hiciera abogado penalista para que pudiera ganarse la vida legítimamente mientras continuaba trabajando con la gente de la calle que tanto le gustaba, pero Maupin, al ver a los proxenetas que traían mujeres al salón de belleza de su madre, se sintió mucho más atraído por el estilo de vida de dinero y control sobre las mujeres que proporcionaba el proxenetismo.

## Chulo
Según sus memorias, Pimp (en español, Chulo), Slim comenzó en el proxenetismo a los 18 años y continuó en ello hasta los 42. En el libro afirma que durante su carrera tuvo más de 400 mujeres, tanto negras como blancas, trabajando para él. Dijo que era conocido por su temperamento helado y por mantener la calma en emergencias, lo que, combinado con su complexión delgada, le valió el sobrenombre de Iceberg Slim. Cuando la instrucción verbal y la manipulación psicológica no lograban que las mujeres obedecieran, las golpeaba con perchas de alambre; en su autobiografía reconoce que era un hombre despiadado y vicioso.
Slim estuvo conectado con varios otros proxenetas conocidos, uno de ellos Albert "Baby" Bell, un hombre nacido en 1899 que había sido proxeneta durante décadas y tenía un Duesenberg y un ocelote enjoyado como mascota. Otro proxeneta, que había enganchado a Slim a la cocaína, se hacía llamar "Satin" y era una figura importante de la droga en la parte oriental del país.
A lo largo de su carrera como proxeneta, Slim, conocido como Cavanaugh Slim, se destacó por ser capaz de ocultar sus emociones de manera efectiva, algo que dijo que aprendió de Baby Bell: "Un proxeneta debe conocer a sus prostitutas, pero no dejar que ellas lo conozcan a él; tiene que ser dios todo el tiempo".

## Escritura
En 1961, después de cumplir diez meses de confinamiento solitario en una cárcel del condado de Cook, Maupin decidió que era demasiado mayor para una vida de proxenetismo (tenía 42 años) y ya no podía competir con proxenetas más jóvenes y despiadados.
Entonces Maupin se mudó a Los Ángeles y cambió su nombre a Robert Beck, tomando el apellido del hombre con quien su madre estaba casada en ese momento. Conoció a Betty Shue, quien se convirtió en su pareja y madre de sus tres hijas, mientras él trabajaba como vendedor de insecticidas. Betty animó a Beck a escribir la historia de su vida en forma de novela, y empezaron a escribir esporádicamente algunos borradores de capítulos. Según ella, un escritor blanco, a quien Beck más tarde solo se referiría como "el profesor", se interesó en escribir la biografía de Beck; Beck se convenció de que el hombre estaba tratando de robar su idea para sí mismo, por lo que lo eliminaron del trato y lo terminaron sin él. Bentley Morris de Holloway House reconoció el mérito de Pimp y se publicó en 1967.
El escritor de hip-hop Mark Skillz escribió que cuando Beck comenzó a trabajar en Pimp, "se hizo dos promesas a sí mismo: no exaltar su vida anterior y no delatar". El artista de hip hop Fab 5 Freddy, amigo de Beck, afirmó que "muchos de los amigos de Bob todavía estaban vivos cuando escribió ese libro. Así que cambió todos sus nombres y descripciones. 'Baby' Bell se convirtió en 'Sweet' Jones, su mejor amigo 'Satin' se convirtió en 'Glass Top', y creó personajes compuestos de algunas de sus antiguas 'empleadas'.
Las críticas de Pimp fueron mixtas. Aunque "encontró que su libro estaba archivado junto a otros autores negros de los enojados años 60 como Soul on Ice de Eldridge Cleaver y la Autobiografía de Malcolm X de Malcolm X, la visión de Beck era considerablemente más sombría que la de la mayoría de los otros escritores negros de la década. Su trabajo tendía a basarse en sus experiencias personales en el inframundo criminal y revelaba un mundo de brutalidad y crueldad aparentemente sin fondo. La suya fue la primera mirada interna al mundo de los proxenetas negros, seguida de media docena de memorias sobre proxenetas de otros escritores.
En 1973, Hollie West cuestionó en The Washington Post si los cambios sociales y el movimiento feminista pronto volverían obsoleta la perspectiva expresada en Pimp: "El Iceberg Slim de antaño se considera un anacronismo para los jóvenes que ahora están en la calle tratando de apresurarse". Dicen que es crudo y violento, pasando por alto su tremendo don de la palabra. Iceberg reconoce que el proxenetismo ha cambiado porque 'las mujeres han cambiado'. El advenimiento de la liberación de la mujer, el cambio de las costumbres sexuales, la riqueza general en esta sociedad y el uso generalizado de drogas por parte de los proxenetas para controlar a las prostitutas han tenido un impacto".
Pimp vendió muy bien, principalmente entre el público negro. Para 1973, se había reimpreso 19 veces y había vendido casi 2 millones de copias. Pimp finalmente se tradujo al alemán, francés, italiano, portugués, español, holandés, sueco, finlandés y griego.
Después de Pimp, Beck escribió varias novelas más, una autobiografía y una colección de cuentos. Vendió más de seis millones de libros antes de su muerte en 1992, convirtiéndolo en uno de los escritores afroamericanos más vendidos de la historia.

### Grabaciones
En 1976, Iceberg Slim lanzó el álbum Reflections, en el que recitaba pasajes de su autobiografía sobre un acompañamiento musical funky proporcionado por el Red Holloway Quartet. El álbum, producido por David Drozen, fue lanzado inicialmente en ALA Records. Fue reeditado por Infinite Zero en 1994, luego por Uproar Entertainment en 2008. Al revisar el álbum para AllMusic, Victor W. Valdivia escribió: "Para aquellos que no se ofenden fácilmente, este álbum será fascinante. Las habilidades de Slim como narrador no pueden exagerarse; incluso en su forma más tosca, sigue hilando hilos fascinantes". Valdivia elogió la pieza por "la mezcla de inteligencia callejera y la profundidad intelectual y emocional que se muestra aquí", que, dijo, a menudo faltaba en los seguidores de Iceberg Slim.
Una popular adaptación en audiolibro de su autobiografía “Pimp, The Story of My Life” narrada por Cary Hite, fue lanzada por Urban Audiobooks en 2011, y se ha vuelto muy popular debido al talento de interpretación realista del actor de voz. Más tarde, Cary narró otras obras de Iceberg Slim, incluidas Long White Con, Trick Baby y Airtight Willie and Me.

### Adaptaciones cinematográficas
La primera novela de Slim, Trick Baby, fue adaptada como una película homónima de 1972 dirigida por Larry Yust y producida de forma independiente por 600,000 dólares, con un elenco de desconocidos. Universal Pictures adquirió la película por 1,000,000 de dólares y la estrenó en 1973 con una considerable fanfarria de Iceberg Slim; la película recaudó 11,000,000 de dólares en la taquilla estadounidense. The New York Times elogió la película por su descripción de las relaciones raciales y la amistad entre dos estafadores, ambientada "en los confines más sombríos de Filadelfia".
En 2006, los productores de cine independientes Dave Mortell y David Harb adquirieron los derechos cinematográficos para producir Mama Black Widow.
En 2009, el productor ejecutivo de televisión Rob Weiss, del programa de HBO Entourage, y Mitch Davis compraron los derechos cinematográficos para producir Pimp.

## Vida personal
Después de su salida de prisión en 1961, Beck conoció a Betty Shue, con la que empezó a convivir y fue madre de sus tres hijas (Melody, Misty y Camille) y un hijo (Leon) mientras él trabajaba como vendedor de insecticidas. Shue animó a Beck a escribir la historia de su vida y lo ayudó a escribir borradores.
Aun así, Beck la dejó y se casó con Diane Millman Beck en 1982.

## Muerte
Según la viuda de Beck, Diane Millman Beck, los últimos años de Beck estuvieron plagados de preocupaciones financieras y el deterioro de su salud. Beck sufría de diabetes y se volvió cada vez más solitario. Murió de insuficiencia hepática el 30 de abril de 1992, a los 73 años. En 2005, Diane Millman Beck y las tres hijas de Beck de su anterior relación, Melody, Misty y Camille, presentaron una demanda contra Holloway House por el pago atrasado de regalías. Afirmaron en su demanda que Robert Beck murió sin un centavo. 
Los restos de Beck están enterrados en el Forest Lawn Memorial Park en Glendale, California.

## Influencia
El autor escocés Irvine Welsh dijo: "Iceberg Slim hizo por el proxeneta lo que Jean Genet hizo por el homosexual y ladrón y William Burroughs hizo por el yonqui: articuló los pensamientos y sentimientos de alguien que había estado allí".

### Academia
Welsh agrega que un curso en la Universidad de Harvard presentó a Pimp como una "novela transgresora".

### Comedia
- En su especial The Bird Revelation, el comediante Dave Chappelle usó la vida de Iceberg Slim y el mundo de su libro Pimp como parábola de su experiencia en el mundo del espectáculo.[20][21]
- El personaje de Eddie Murphy, Velvet Jones, de Saturday Night Live, ha sido descrito como una parodia de Iceberg Slim.[22]

### Películas
- En 1970, el proxeneta encarcelado del Área de la Bahía, Robert Poole, fue influenciado por el libro de  Beck Pimp mientras escribía un guion sobre su vida, The Mack and His Pack. La película se estrenó con el título The Mack (1973), protagonizada por Max Julien y Richard Pryor.[4]
- Ice T produjo el documental Iceberg Slim: Portrait of a Pimp (2012), contado a través de admiradores,[23] incluidos Chris Rock, Snoop Dogg, Ice T, Henry Rollins, Quincy Jones y otros. La película fue dirigida por Jorge Hinojosa y se estrenó en el Festival Internacional de Cine de Toronto el 8 de septiembre de 2012.[24][25]

### Literatura
- El autor Donald Goines reconoció la fuerte influencia de Pimp cuando creó su ficción urbana ambientada en un entorno negro. Goines también fue publicado por Bentley Morris de Holloway House.[4]
- Peter A. Muckley publicó Iceberg Slim: The Life as Art (2003), un estudio crítico de la ficción de Iceberg Slim.[26]
- Mike Tyson en su autobiografía Toda la verdad habla de su relación con Iceberg Slim.

### Música
Slim es una influencia importante en los artistas de hip-hop. Por ejemplo:
- Muchas de las referencias musicales actuales a la cultura proxeneta, por ejemplo en el trabajo de Snoop Dogg y Too $hort, se remontan a Iceberg Slim.[27]
- El último libro de Iceberg Slim, Doom Fox (escrito en 1978 pero no publicado hasta 1998), contiene una introducción escrita por Ice T.
- Spiceberg Slim es un apodo y el octavo álbum de estudio (lanzado en 2002) del rapero estadounidense Spice 1.[28]

En el álbum Fabulous Muscles de Xiu Xiu, la canción principal está subtitulada "(Mama Black Widow Version)".